# Мельникова Вікторія В'ячеславівна
Мельникова Вікторія В'ячеславівна (23 жовтня 1961 — 29 січня 1987) — вільнонайманий працівник радянської армії, учасниця афганської війни. Посмертно нагороджена орденом Червоної зірки.

## Життєпис

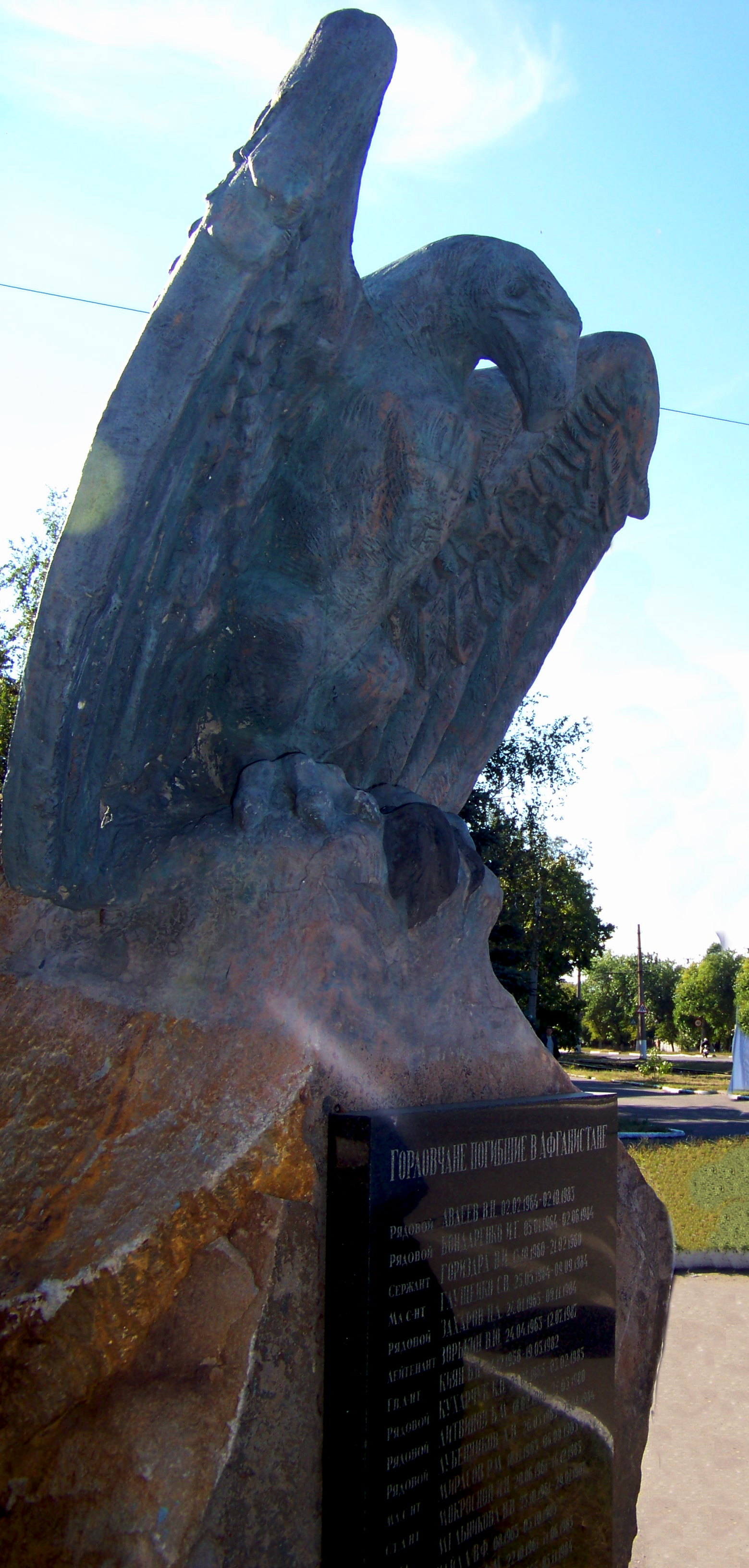
Пам'ятник воїнам-афганцям у Горловці, на якому викарбувано прізвище Мельникової

Вікторія Мельникова народилася 23 жовтня 1961 року в місті Єнакієве Донецької області. За національністю — росіянка. Навчалася у Горлівській школі № 85, потім закінчила місцеве медичне училище. З 1979 року працювала медичною сестрою у дитячому хірургічному відділені лікарні № 2 в Горлівці. Пізніше закінчила курси рентгенолаборантів та перевелася до рентгенвідділення. Багаторазово задавала донорську кров для хворих дітей. Сама ростила дочку — Тоню. Попрацювати у Афганістані їй запропонувала колишня однокурсниця, яка вже там була. Згідно спогадами її матері, у воєнкоматі Вікторії обіцяли, що вона буде працювати у центральному шпиталі, який знаходився у Кабулі. 18 листопада 1986 Центральним міським РВК Горловки була направлена для праці за наймом у радянські війська, що розташовувалися у Афганістані.
В Афганістані працювала рентгенолаборантом у 834-му військовому польовому інфекційному шпиталі, який був переведений з СРСР для боротьби з епідемією холери. Загинула 29 січня 1987 року поблизу міста Джелалабад провінції Нангархар. Вікторія знаходилася в колоні машин, які транспортувати поранених з аеродрому. Коли ворог атакував колону, бронетранспортер з Вікторією звернув на узбіччя, де підірвався на міні. У тому ж бою загинув лейтенант Вячеслав Олегович Щьоголев. 
Похована на Центральному кладовищі Горловки. У «Книзі Пам'яті про радянських воїнів» Вікторію Мельников характеризували як добре подготовленого спеціаліста, сумлінного та самовідданого працівника.

## Нагороди
- орден Червоної Зірки (посмертно)

## Пам'ять
- Її ім'я викарбуване на одній з плит Меморіального комплексу пам'яті воїнів України, полеглих в Афганістані у Києві[5].
- Її ім'я викарбуване на Пам'ятнику воїнам-афганцям у Горловці[6].
- Меморіальна дошка на будівлі Горлівського медичного коледжу, де навчалася Вікторія Мельникова. Дошка встановлена 15 червня 2012 за ініціативи Горлівського міського товариства інвалідів «Товариш»[7].